# Sigma Puppis
Sigma Puppis (σ Pup / σ Puppis) è una stella binaria di magnitudine 3,25 situata nella costellazione della Poppa. Dista 184 anni luce dal sistema solare.

## Osservazione
Si trova nell'emisfero celeste australe e rappresenta il vertice meridionale di un triangolo formato dalle vicine stelle Naos e π Puppis. La sua posizione moderatamente australe fa sì che questa stella sia osservabile specialmente dall'emisfero sud, in cui si mostra alta nel cielo nella fascia temperata; dall'emisfero boreale la sua osservazione risulta invece più penalizzata, specialmente al di fuori della sua fascia tropicale. Essendo di magnitudine 3,2, la si può osservare anche dai piccoli centri urbani senza difficoltà, sebbene un cielo non eccessivamente inquinato sia maggiormente indicato per la sua individuazione.
Il periodo migliore per la sua osservazione nel cielo serale ricade nei mesi compresi fra dicembre e maggio; nell'emisfero sud è visibile anche all'inizio dell'inverno, grazie alla declinazione australe della stella, mentre nell'emisfero nord può essere osservata limitatamente durante i mesi della tarda estate boreale.

## Sistema stellare
Sigma Puppis è una binaria spettroscopica, possiede cioè una compagna che non è risolvibile al telescopio ma solo tramite spettroscopia. La principale è una gigante arancione che ha una massa doppia rispetto al Sole ma ha un raggio ben 37 volte maggiore, ed una luminosità 400 volte quella solare, con una magnitudine assoluta di -0,51. 
La compagna ruota attorno alla principale in circa 257 giorni, a solo mezzo U.A. di distanza, pare che possa avere la forma ellittica, infatti la stella nel database stellare SIMBAD è indicata come variabile ellissoidale rotante.
Un'altra stella di magnitudine +9,4, è separata da 22,4 secondi d'arco dalla principale e con angolo di posizione di 074 gradi. Questa terza componente potrebbe essere anche solo una compagna ottica e non essere legata gravitazionalmente al sistema, se lo fosse, avrebbe un periodo orbitale di oltre 27.000 anni ad una distanza di 1300 dalla coppia principale.